# Jiří Panyr
Jiří Panyr (Praga, 4 de julho de 1942 - Munique, 3 de novembro de 2010) foi um matemático e profissional da informação alemão.